# Susan Corkum-Greek
Susan Corkum-Greek est une femme politique canadienne.
Elle est députée à l'Assemblée législative de la Nouvelle-Écosse depuis les élections du 17 août 2021, où elle défait la ministre sortante Suzanne Lohnes-Croft dans la circonscription de Lunenburg. Elle fait partie du caucus progressiste-conservateur.
Susan Corkum-Greek est diplômée en journalisme de l'Université de King's College. Elle a été journaliste et elle est directrice de l'Académie de musique de Lunenburg.